# Schlacht von Lade
Lade – Marathon – Thermopylen – Artemision – Salamis – Plataiai – Mykale – Eurymedon
Die Schlacht bei Lade war eine Seeschlacht im Jahr 494 v. Chr. nahe Milet, zwischen Ionischen Aufständischen und Persern. Sie endete mit einem Sieg der Perser.

## Ausgangslage
Durch die Eroberung von Thrakien, Makedonien und der Meerenge von Bosporus und Hellespont (Dardanellen) ab dem Jahre 516 v. Chr. durch den persischen Großkönig Dareios I. waren die griechischen Städte rund um das Schwarze Meer vom übrigen Griechenland abgeschnitten. Vor allem die Handelsbeziehungen mit Getreidelieferungen waren nun unter persischer Beobachtung. Diese und andere Einflussnahmen des Großkönigs führten zum Ionischen Aufstand rund um die Küste Kleinasiens. Da die Aufstände unter Aristagoras aus Milet begannen, starteten die Perser eine Offensive gegen die Stadt.

## Die Seeschlacht

### Gegner

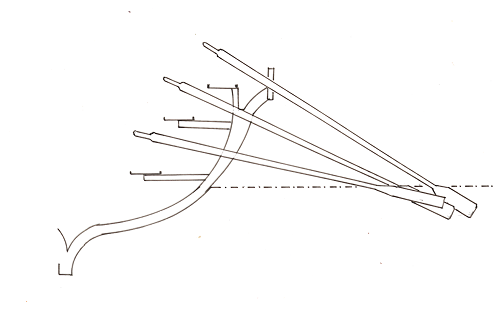
Ruderwerk einer Triere – Rekonstruktion

In der insgesamt 600 Schiffe umfassenden persischen Flotte befanden sich auch Einheiten aus Kilikien, Zypern und Ägypten, die sich nach der Unterwerfung dem persischen Weltreich angeschlossen hatten. Zum ersten Mal wurde die neu entwickelte Triere eingesetzt. Auf dem Weg in die Ägäis erobern die Perser die Festung Lindos auf der Insel Rhodos.
Die griechischen Verbände bestehen aus rund 350 Schiffen, davon 100 aus Chios, 80 aus Milet, 70 aus Lesbos, 60 aus Samos und 40 aus anderen Städten. Die unter sich uneinigen ionischen Griechen wurden von Dionysios von Phokäa angeführt.

### Verlauf
Unmittelbar vor der Küste von Milet, bei der heute versandeten und zum Festland gehörenden Insel Lade, trafen die Flotten aufeinander. Die Seeschlacht wurde erfolgreich von dem griechischen Geschwader aus Chios eröffnet. Nachdem jedoch die Kontingente aus Samos und schließlich auch aus Lesbos plötzlich den Kampf abbrachen und fortsegelten, wurde die übrige Flotte trotz heftiger Gegenwehr von den Persern vernichtet.

### Folgen
Der ionische Aufstand wurde niedergeschlagen und die Stadt Milet zerstört. Dionysios entkam und führte für einige Jahre ein Freibeuterleben. Das Geschwader aus Lesbos kämpfte noch für kurze Zeit in der Ägäis, bis deren Anführer Histiaios von den Persern gefangen genommen wurde. Die Hilfeleistung des bis dahin unbeteiligten Athen für Milet bildete für die Perser den Anlass für die späteren Perserzüge.